# Zoltán Nagyházi
Zoltán Nagyházi es un deportista húngaro que compitió en esgrima, especialista en la modalidad de sable. Ganó dos medallas de oro en el Campeonato Mundial de Esgrima en los años 1978 y 1982.

## Palmarés internacional
| Campeonato Mundial | Campeonato Mundial | Campeonato Mundial | Campeonato Mundial |
| Año                | Lugar              | Medalla            | Prueba             |
| ------------------ | ------------------ | ------------------ | ------------------ |
| 1978               | Hamburgo (RFA)     | Medalla de oro     | Sable por equipos  |
| 1982               | Roma (Italia)      | Medalla de oro     | Sable por equipos  |